# Sapang Dalaga
Sapang Dalaga é um município de  quinta classe de renda municipal (d) na província Misamis Ocidental, nas Filipinas. De acordo com o censo de 1 de maio  de  2020 possui uma população de 20 490 pessoas e 5 156 domicílios.